# Il cammino delle idee
Il cammino delle idee è stato un programma televisivo italiano in onda su Raitre per otto puntate, a cadenza settimanale, tra il 1986 e il 1987.

## Formula
Il programma, ideato da Giorgio Belardelli ed Enzo Cheli, andava in onda di martedì alle 20:30 e si proponeva di effettuare una ricognizione sull'identità culturale europea, attraverso un ciclo di incontri o interviste "monografiche" su soggetti o realtà d'eccellenza del panorama della cultura continentale, di varia estrazione e spaziando su diverse materie, di volta in volta posti in dialogo con figure di spicco delle arti e delle scienze italiane.
Queste furono le puntate realizzate, con gli ospiti e/o le tematiche affrontate:
- 18 novembre 1986: Marcello Pera incontra Karl Popper.
- 25 novembre 1986: L'eredità di Fernand Braudel e il metodo della storia globale, Paolo Prodi intervista Jacques Le Goff, Maurice Aymard e Alberto Tenenti, direttori dell'École des hautes études en sciences sociales di Parigi.
- 2 dicembre 1986: Le strutture dell'Universo, intervista a Ilya Prigogine.
- 9 dicembre 1986: La scuola di biologia molecolare di Cambridge.
- 16 dicembre 1986: Lo strutturalismo, intervista a Claude Levi-Strauss.
- 23 dicembre 1986: Alessandro Cavalli incontra Norbert Elias.
- 30 dicembre 1986: I rapporti tra intellettuali e potere, intervista a Ralf Dahrendorf.
- 6 gennaio 1987: Francesca Sanvitale incontra Marguerite Yourcenar.

## Giudizio critico
Beniamino Placido su "La Repubblica", pur riconoscendo la pregevolezza del programma, criticò l'eccessiva aulicità del tono adottato nelle interviste, nelle quali spesso gli interlocutori facevano riferimento a personaggi e avvenimenti connessi alle tematiche affrontate, ma non di vasta notorietà per il grande pubblico televisivo; l'assenza di adeguata contestualizzazione avrebbe dunque finito per mettere in difficoltà gli ascoltatori nel seguire determinati ragionamenti.